# 青岛公交215路线
青岛公交215路线，是青岛市胶州湾东岸城区的一条公交线。该路线自1999年3月30日开通运营，途经市南区和市北区。

## 路线走向
- 下行：途经贵州路、台西三路、云南路、广州路、莘县路、冠县路、新疆路、渤海路、普集路、青海路、孟庄路、杭州路立交桥、杭州路、海岸路。
- 上行：途经海岸路、杭州路、杭州路立交桥、孟庄路、昌乐路、大港纬五路、普集支路、普集路、渤海路、新疆路、冠县路、莘县路、广州路、云南路、西藏路、嘉祥路、台西一路。[參⁠ 2][參⁠ 3]

## 停车站点
本路线共设置19个停车站点。
| 序号 | 站名             | 下行                          | 下行                      | 上行                          | 上行                      | 换乘地铁         | 备注 |
| 序号 | 站名             | 停车                          | 站位                      | 停车                          | 站位                      | 换乘地铁         | 备注 |
| ---- | ---------------- | ----------------------------- | ------------------------- | ----------------------------- | ------------------------- | ---------------- | ---- |
| 1    | 团岛             | 向下箭头图形 · 公共汽车的图形 | 贵州路/台西二路           | 向上箭头图形 · 公共汽车的图形 | 台西一路/贵州路           | 贵州路站（1）    |      |
| 2    | 云南路磁山路     | 向下箭头图形 · 公共汽车的图形 | 云南路/郓城北路           |                               |                           | 西镇站（1）      |      |
| 3    | 嘉祥路磁山路     |                               |                           | 向上箭头图形 · 公共汽车的图形 | 嘉祥路/磁山路             | 西镇站（1）      |      |
| 4    | 汶上路           | 向下箭头图形 · 公共汽车的图形 | 云南路/汶上路             | 向上箭头图形 · 公共汽车的图形 | 云南路/汶上路             | 西镇站（1）      |      |
| 5    | 观城路           | 向下箭头图形 · 公共汽车的图形 | 云南路/观城路             | 向上箭头图形 · 公共汽车的图形 | 云南路/观城路             | 青岛站（1、3）   |      |
| 6    | 菏泽路           | 向下箭头图形 · 公共汽车的图形 | 莘县路/菏泽二路           | 向上箭头图形 · 公共汽车的图形 | 莘县路/菏泽二路           |                  |      |
| 7    | 小港莘县路       | 向下箭头图形 · 公共汽车的图形 | 莘县路/小港一路           |                               |                           | 小港站（2）      |      |
| 8    | 小港             | 向下箭头图形 · 公共汽车的图形 | 冠县路/小港一路           | 向上箭头图形 · 公共汽车的图形 | 冠县路/小港一路           | 小港站（2）      |      |
| 9    | 游轮母港         | 向下箭头图形 · 公共汽车的图形 | 新疆路/小港二路           | 向上箭头图形 · 公共汽车的图形 | 新疆路/小港二路           |                  |      |
| 10   | 普集新区         | 向下箭头图形 · 公共汽车的图形 | 普吉路/铁路跨线桥         | 向上箭头图形 · 公共汽车的图形 | 普吉路/铁路跨线桥         |                  |      |
| 11   | 青海路大港纬二路 | 向下箭头图形 · 公共汽车的图形 | 青海路/大港纬二路         |                               |                           | 泰山路站（2、4） |      |
| 12   | 普集支路         |                               |                           | 向上箭头图形 · 公共汽车的图形 | 普集支路/大港纬二路       |                  |      |
| 13   | 昌乐路           | 向下箭头图形 · 公共汽车的图形 | 青海路/青海支路           | 向上箭头图形 · 公共汽车的图形 | 昌乐路/大港纬五路         |                  |      |
| 14   | 孟庄路埕口路     | 向下箭头图形 · 公共汽车的图形 | 孟庄路/埕口路             | 向上箭头图形 · 公共汽车的图形 | 孟庄路/埕口路             |                  |      |
| 15   | 孟庄路北站       | 向下箭头图形 · 公共汽车的图形 | 孟庄路/杭州支路           | 向上箭头图形 · 公共汽车的图形 | 孟庄路/杭州支路           | 内蒙古路站（4）  |      |
| 16   | 青岛六十六中     | 向下箭头图形 · 公共汽车的图形 | 杭州路/海岸路             | 向上箭头图形 · 公共汽车的图形 | 杭州路/海岸路             |                  |      |
| 17   | 海岸路滨江支路   | 向下箭头图形 · 公共汽车的图形 | 海岸路/滨江支路           | 向上箭头图形 · 公共汽车的图形 | 海岸路/滨江支路           |                  |      |
| 18   | 党史纪念馆       | 向下箭头图形 · 公共汽车的图形 | 海岸路/中共青岛党史纪念馆 | 向上箭头图形 · 公共汽车的图形 | 海岸路/中共青岛党史纪念馆 |                  |      |
| 19   | 海岸阳光         | 向下箭头图形 · 公共汽车的图形 | 海岸路/兴隆一路           | 向上箭头图形 · 公共汽车的图形 | 海岸路/兴隆一路           |                  |      |

## 运营时间
以下均为当地时间（UTC+8）为准。
- 团岛（主站）：5:30-20:30
- 海岸阳光（副站）：6:00-21:00

## 票制票价
本路线车辆均为普通车，无人售票一票制。每人次投币CNY ¥ 1。